# Goniothalamus uvarioides
Goniothalamus uvarioides är en kirimojaväxtart som beskrevs av George King. Goniothalamus uvarioides ingår i släktet Goniothalamus och familjen kirimojaväxter. Inga underarter finns listade i Catalogue of Life.